# 모가중학교
모가중학교(募加中學校)는 대한민국 경기도 이천시 모가면 진가리에 있는 공립 중학교이다.

## 학교 연혁
- 1949년 12월 25일 : 송곡 고등공민학교 설립 인가
- 1963년 1월 4일 : 이천중학교 모가분교 3학급 인가
- 1965년 1월 22일 : 송곡 고등공민학교 제13회 졸업(누계 375명 졸업)
- 1966년 1월 27일 : 이천중학교 모가분교 제1회 46명 졸업
- 1967년 1월 28일 : 이천중학교 모가분교 제2회 45명 졸업식(누계 91명 졸업)
- 1967년 3월 1일 : 모가중학교 인가(6학급)
- 1967년 5월 1일 : 초대 이필갑 교장 취임
- 1968년 1월 17일 : 제1회 52명 졸업식
- 1976년 3월 1일 : 모가중학교(6학급 인가)
- 2013년 11월 22일 : 체육관(한마음관) 건립
- 2023년 1월 10일 : 제56회 22명 졸업식 (누계 5,419명)
- 2023년 3월 1일 : 제24대 박창경 교장 취임
- 2024년 9월 1일 : 제25대 고장재 교장 취임
- 2025년 3월 1일 : 제26대 오세천 교장 취임

## 참고 자료
- 모가중학교 - 한국교육학술정보원 학교알리미